# Farhud

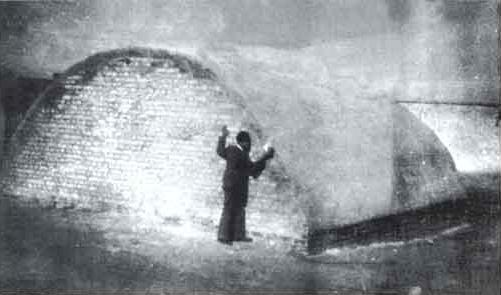
Massagraf voor de slachtoffers van de Farhud.

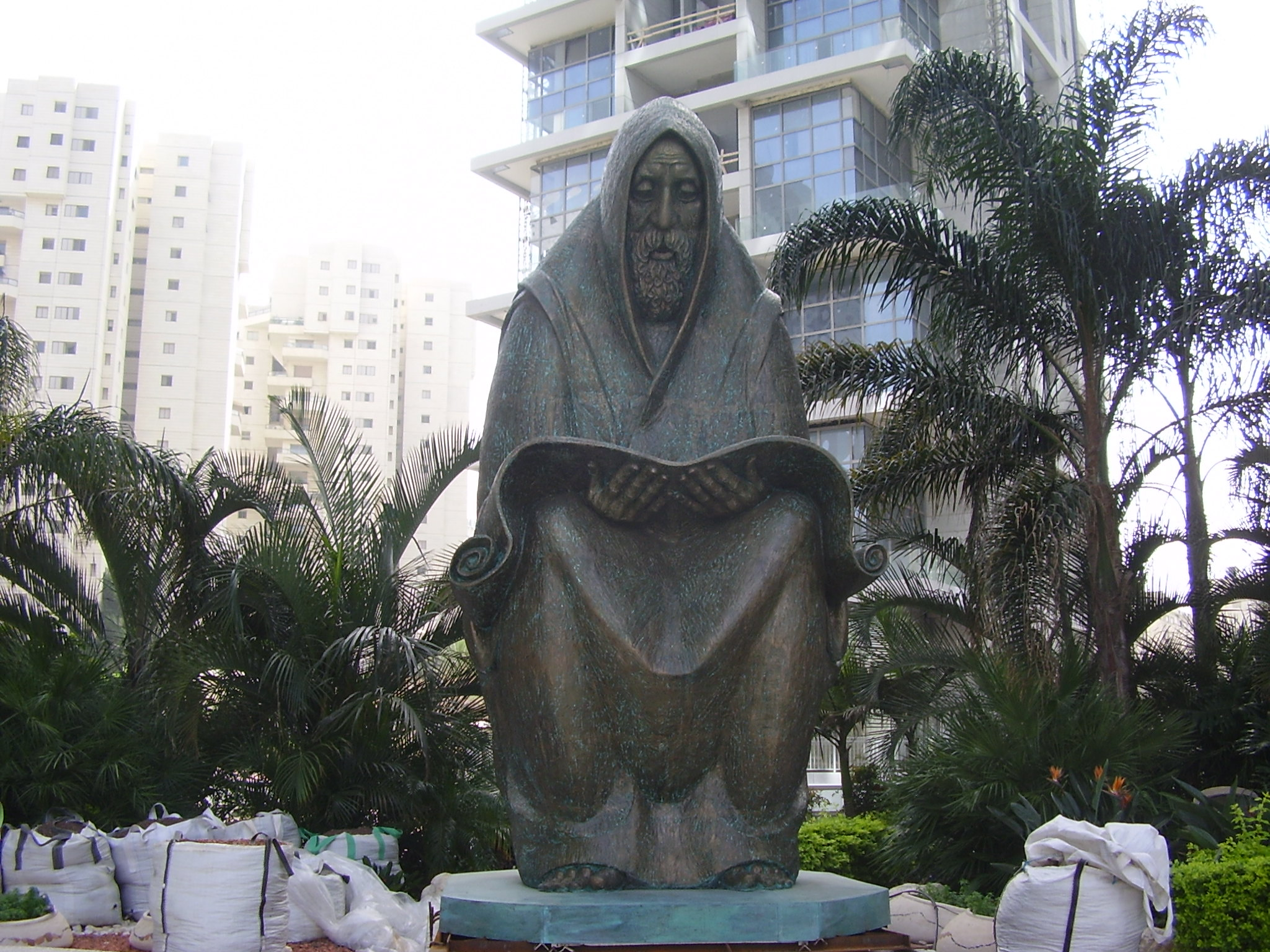
Gedenkteken in het Israëlische Ramat Gan, ter herinnering aan de slachtoffers van de Farhud

De Farhud of Farhoed (Arabisch: الفرهود) was een pogrom gericht tegen de Joodse inwoners van Bagdad en vond plaats in 1941. Tussen de 150 en de 200 joden lieten in de nacht van 1 op 2 juni 1941 het leven. Zeshonderd anderen volgden hetzelfde lot later die week, voordat Britse troepen de orde herstelden. Circa duizend joodse winkels en huizen werden geplunderd, vernield en in brand gestoken. De later teruggevonden massagraven doen vermoeden dat het uiteindelijke dodental veel hoger was.
De Farhud vond plaats in de verwarring die ontstond na de pro-Duitse staatsgreep van Rasjid Ali al-Gailani. Tijdens het Joodse wekenfeest Sjavoeot werd een Joodse delegatie die bloemen naar het paleis bracht aangevallen bij de Al Khurr brug. Later volgden aanvallen in de wijken Al Rusafa en Abu Sifyan, waar Joodse winkels in brand werden gestoken en een synagoge werd verwoest. 
In de eerste nacht kwamen circa 180 Joden om het leven en werden 685 Joodse winkels en huizen verwoest. Wat er zich in de week nadien afspeelde is niet geheel duidelijk. Historicus Bernard Lewis heeft vastgesteld dat volgens officiële statistieken 600 Joden om het leven kwamen, maar onofficiële schattingen komen veel hoger uit.
Veel Joden vluchtten na deze pogrom naar de gebieden die later de staat Israël zouden vormen. Irak wilde dit echter voorkomen en de vervolging van de Joden nam toe, vooral na de stichting van Israël in 1948. Na Britse bemiddeling stond Irak het vertrek van de Joden toe. Tussen 1949 en 1951 werd hiervoor Operatie Ezra en Nehemia op touw gezet door de Israëlische overheid. Meer dan 110.000 joden verlieten het land. Ze mochten van de Iraakse overheid 50 dinar per persoon meenemen. Hun overige bezittingen werden geconfisqueerd. In 1950 en 1951, dus tijdens deze operaties, werden enkele (dodelijke) aanslagen gepleegd op synagogen. 
Qua omvang is de Farhud te vergelijken met de Duitse Kristallnacht in 1938, al eiste de Farhud alleen al in de eerste nacht meer slachtoffers.